# Le Chevalier démontable et le Général Boum
Le Chevalier démontable et le Général Boum és una pel·lícula muda francesa de Georges Méliès, estrenada el 1901, produïda per Star Film Company i té el número 356 als seus catàlegs. Es conserva poca informació sobre aquesta pel·lícula, que es presumeix perduda.